# تیم لیدل–ترک
تیم لیدل–ترک یک تیم حرفه‌ای دوچرخه‌سواری جاده است که پروانهٔ آن در ایالات متحدهٔ آمریکا صادر شده‌است. نام پیشین این تیم، رادیوشاک-نیسان بود. در سال ۲۰۱۴ شرکت دوچرخه‌سازی ترک مالکیت تیم را در اختیار گرفت و پروانهٔ تیم حرفه‌ای را برای آن کسب کرد.

## تاریخچه

### ۲۰۱۱
تیم در سال ۲۰۱۱ با نام تیم لئوپارد ترک با مدیریت برایان نیگارد و کیم اندرسن تأسیس شد. برادران اشلک و چند رکابزن دیگر تیم ساکسو بانک از جمله ینس وویت، فابیان کانچلارا و استیوارت اوگریدی به عضویت این تیم درآمدند.
تیم در آغاز فصل ۲۰۱۱ فعالیت خود را آغاز کرد. جاکوب فوگلسانگ در ۱۳ دسامبر ۲۰۱۰ فاش کرد که تیم تازه‌تأسیس با نام تیم لئوپارد خوانده خواهد شد. ترک که یک شرکت تولیدکننده دوچرخه بود، مدتی پیش از معرفی رسمی تیم، به عنوان حامی مالی مشترک عنوان تیم تأیید شد؛ بنابراین تیم با نام کامل «لئوپارد ترک» تأسیس شد.
در جیرو دیتالیای ۲۰۱۱ یکی از رکابزنان تیم با نام ووتر ویلاند به دلیل سرعت بالا، تصادف کرد و کشته شد. پس از پایان مرحلهٔ بعدی، همهٔ رکابزنان باقیماندهٔ تیم، مسابقه را ترک کردند.

### ۲۰۱۲
در سال ۲۰۱۲ نام تیم به رادیوشاک-نیسان-ترک تغییر یافت؛ زیرا تیم آمریکایی رادیوشاک به فعالیت خود پایان داد و حامی مالی پیشین آن، به پروژهٔ دوچرخه‌سواری لوکزامبورگ پیوست. شماری از رکابزنان رادیوشاک به تیم تازه پیوستند. ترکیب تیم برای فصل ۲۰۱۲ در ۵ دسامبر ۲۰۱۱ اعلام شد.
پس از نامگذاری تیم حرفه‌ای با عنوان رادیوشاک-نیسان-ترک در دسامبر ۲۰۱۱، لئوپارد یک تیم قاره‌ای نیز با عنوان لئوپارد-ترک تأسیس کرد که عمدتاً از رکابزنان زیر ۲۳ سال تشکیل شد.
در ۱۷ ژوئیهٔ ۲۰۱۲ در میانهٔ تور دو فرانس ۲۰۱۲، فرانک اشلک به دلیل مثبت بودن نمونهٔ A خود، توسط تیم کنار گذاشته شد. تیم توانست برندهٔ رده‌بندی تیمی تور دو فرانس شود.
در ۲۱ دسامبر همین سال، نیسان اعلام کرد که فوراً به همکاری خود در زمینهٔ حمایت مالی از تیم پایان می‌دهد.

### ۲۰۱۳
در میانهٔ تور دو فرانس ۲۰۱۳ تیم رادیوشاک-لئوپارد اعلام کرد که قرارداد خود با فرانک اشلک را تمدید نخواهد کرد. این مسئله باعث ایجاد شکاف جدی میان برادرش اندی اشلک و مدیریت تیم شد و آیندهٔ او در تیم را مورد تردید قرار داد.
در سپتامبر ۲۰۱۳ کریس هورنر توانست در ووئلتا اسپانیای ۲۰۱۳ به قهرمانی برسد و تبدیل به مسن‌ترین رکابزن برندهٔ یکی از گرندتورها در تاریخ شد. او دو مرحله از مسابقهٔ ووئلتا را نیز با پیروزی پشت سر گذاشت.

### ۲۰۱۵
تیم در ۱۶ دسامبر ۲۰۱۵ اعلام کرد که سگافردو (برند ایتالیایی قهوه) از آغاز سال ۲۰۱۶ قرارداد سه‌ساله‌ای برای همکاری به عنوان حامی مالی نام تیم منعقد کرده‌است. به این ترتیب، نام تیم به ترک-سگافردو تغییر یافت.